# W. リットミュラー&ゾーン
W. リットミュラー&ゾーン（W. Ritmüller & Sohn）AGは、ドイツ・ゲッティンゲンに起源を持つかつて存在したピアノ製造業者である。 

## 歴史
18世紀末、アンドレアス・ゲオルク・リットミュラー（Andreas Georg Ritmüller）と息子のゴットリーブ・ヴィルヘルム・リットミュラー（Gottlieb Wilhelm Ritmüller、1770/1772-1828/1829）はゲッティンゲンでリュート、ギター、ハープの製作を始めた。ゴットリーブ・ヴィルヘルム・リットミュラーは1794年11月17日に市民権を取得し、1795年8月5日に市民宣誓を行った。後者がスピネット、クラヴィコード、リュート、ギター、ハープの工房を構えた日付と見なされている。1800年頃に父が死去した後、工房は正式に「G. W. Ritmüller」と名付けられた。
ゴットリーブ・ヴィルヘルム・リットミュラーの2人の息子ヨハン・ヴィルヘルム（1802年生）とヨハン・マルティン（1803年生）が会社に加わった。ゴットリーブ・ヴィルヘルム・リットミュラーは1829年に死去し、会社は「W. Ritmüller & Sohn」に改名された。
会社は1890年に破産し、売却された。所有者や共同経営者を変えながら、ピアノ生産はゲッティンゲンと後にはベルリンで続けられた。会社は1901年に有限会社（GmbH）に、1920年に株式会社（AG）に移行した。財政問題によって生産施設はGebr. ニーンドルフ・ピアノフォルテファブリックAGに貸された。1933年、W. Ritmüller & Sohn社は清算された。
1990年から、中国のパールリバー・ピアノ・グループがドイツと世界中で「Ritmüller」の商標を登録し、1997年以降「Ritmüller」ブランドのピアノを製造・販売している。